# In memoriam : La Treizième Victime
Pour les articles homonymes, voir In memoriam.
In memoriam : La Treizième Victime (Missing: The 13th Victim) est un jeu vidéo d'aventure développé par Lexis Numérique, sorti en 2004 sur PC (Windows et Mac OS). Il s'agit de l'extension d'In memoriam.